# 沃祖兹河畔多梅夫尔
沃祖兹河畔多梅夫尔（法語：Domèvre-sur-Vezouze，法語發音：[dɔmɛvʁ syʁ vəzuz]）是法国默尔特-摩泽尔省的一个市镇，属于吕内维尔区。

## 地理
沃祖兹河畔多梅夫尔（48°33'41"N, 6°48'22"E）面积14.78 平方千米，位于法国大東部大區默尔特-摩泽尔省，该省份为法国东北部内陆省份，是洛林的一部分，北邻比利时、卢森堡，北起顺时针与摩泽尔省、下莱茵省、孚日省和默兹省接壤。
与沃祖兹河畔多梅夫尔接壤的市镇（或旧市镇、城区）包括：昂塞尔维莱、巴尔巴、布拉蒙、阿尔布河畔沙泽勒、埃尔贝维莱、米涅维尔、圣马丹、韦尔德纳勒。

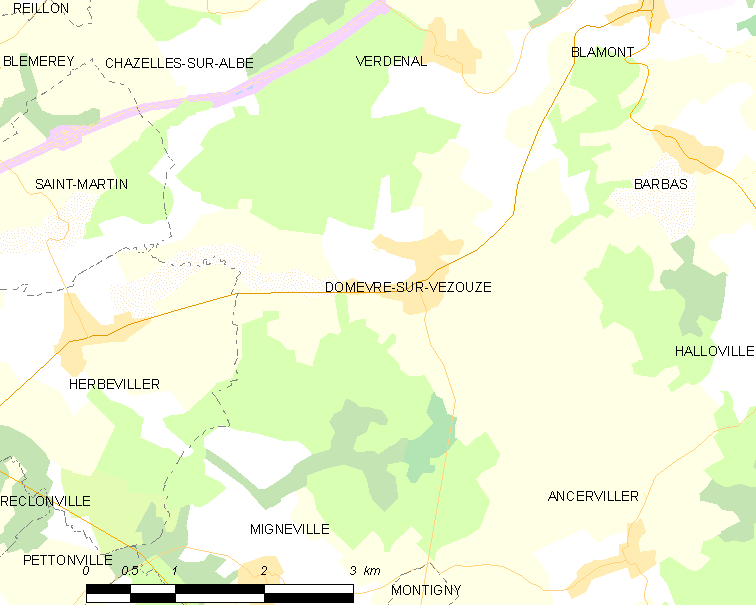
沃祖兹河畔多梅夫尔的OSM定位图

沃祖兹河畔多梅夫尔的时区为UTC+01:00、UTC+02:00（夏令时）。

## 行政
沃祖兹河畔多梅夫尔的邮政编码为54450，INSEE市镇编码为54161。

## 政治
沃祖兹河畔多梅夫尔所属的省级选区为巴卡拉县。

## 人口

1962-2008年间沃祖兹河畔多梅夫尔人口变化图示

沃祖兹河畔多梅夫尔于2022年1月1日时的人口数量为317人。